# Ryōichi Kurisawa
Ryōichi Kurisawa (jap. 栗澤僚一 Kurisawa Ryōichi; ur. 5 września 1982) – japoński piłkarz występujący na pozycji pomocnika. Obecnie występuje w Kashiwa Reysol.

## Kariera klubowa
Od 2004 roku występował w klubach FC Tokyo i Kashiwa Reysol.